# Lockheed Martin Space
Lockheed Martin Space Systems Company, kan ibland bli omnämnd som Lockheed Martin Space Company; kallas internt som Lockheed Martin Space, är ett amerikanskt tillverkningsföretag som verkar inom försvars- och rymdfartsindustrin. De utvecklar och tillverkar främst rymdrelaterade system men är även inom utveckling av robotvapen och vapensystem. Företaget är ett dotterbolag till försvarsjätten Lockheed Martin Corporation.

## Historik
Space har sitt ursprung från 1950-talet och under det rådande kalla kriget, när Lockheed Corporation grundade avdelningen Lockheed Missile Systems Division. Avdelningen blev senare ett dotterbolag och fick namnet Lockheed Missiles and Space Company. Detta företag grundades officiellt 1995 när Lockheed och Martin Marietta Corporation fusionerades och bildade Lockheed Martin Corporation.

## Produkter
Ett urval av produkter som tillverkas/har tillverkats av Lockheed Martin Space och dess föregångare.

### Landare
- Insight

### Rymdfarkoster
- Lunar Prospector
- Mars Global Surveyor
- Mars Odyssey
- Orion

### Rymdsonder
- Deep Atmosphere Venus Investigation of Noble gases, Chemistry, and Imaging (Da Vinci)
- Gravity Recovery and Interior Laboratory (Grail)
- Juno
- Lucy
- Mars Atmosphere and Volatile Evolution
- Mars Reconnaissance Orbiter
- Osiris-Rex
- Phoenix
- Veritas
- Vikingprogrammet

### Rymdteleskop
- Hubbleteleskopet
- Spitzerteleskopet

### Satelliter
- Advanced Extremely High Frequency
- Arabsat-6A
- Defense Meteorological Satellite Program
- Geostationary Operational Environmental Satellite
- GPS Block III
- GPS-satelliter
- Gravity Probe B
- JC Sat-17
- Landsat 7
- Lockheed Martin A2100
- Milstar
- Mobile User Objective System
- Saudi Geo Sat-1/Hellas Sat-4
- Television Infrared Observation Satellite
- World View-4

### Övrigt
- Space-Based Infrared System
- Space Shuttle External Tank
- Boeing YAL-1
- Darpa Falcon Project
- Homing Overlay Experiment
- Multiple Kill Vehicle
- Strategic Defense Initiative
- UGM-27 Polaris
- UGM-73 Poseidon
- UGM-96 Trident I
- UGM-133 Trident II
- Terminal High Altitude Area Defense (THAAD)

### Galleri

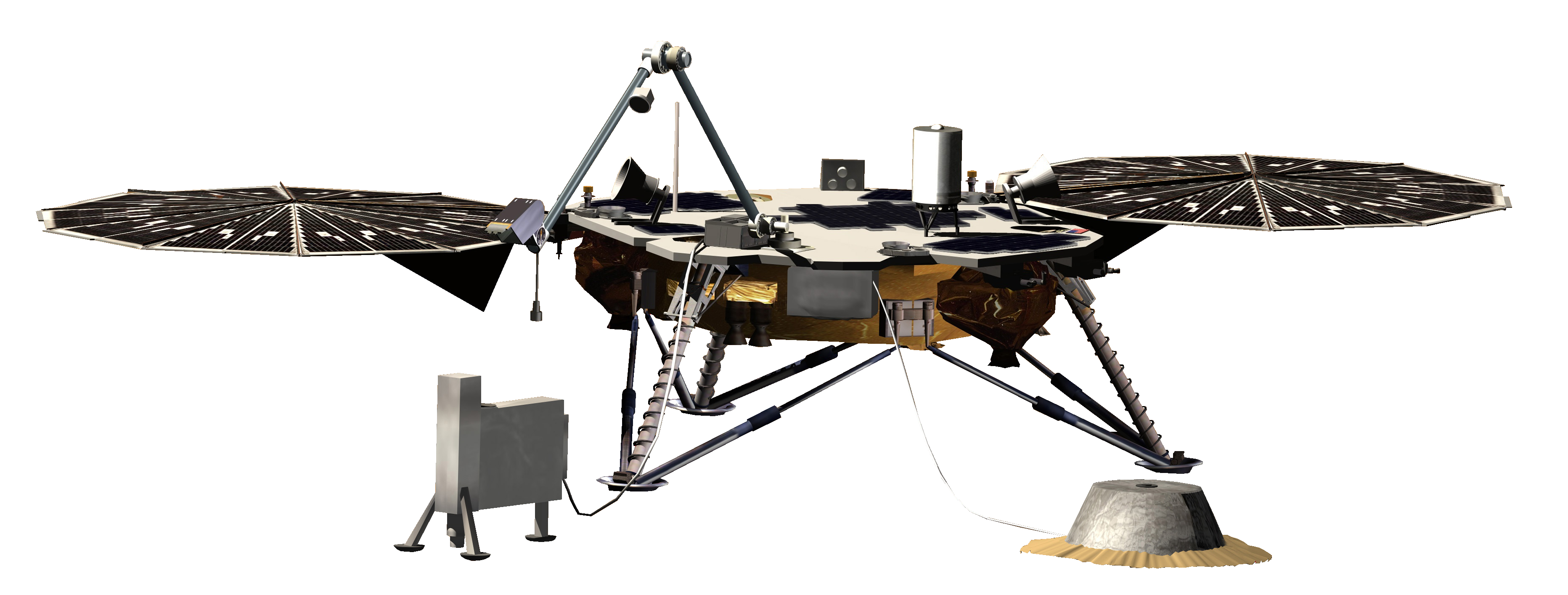
Insight.
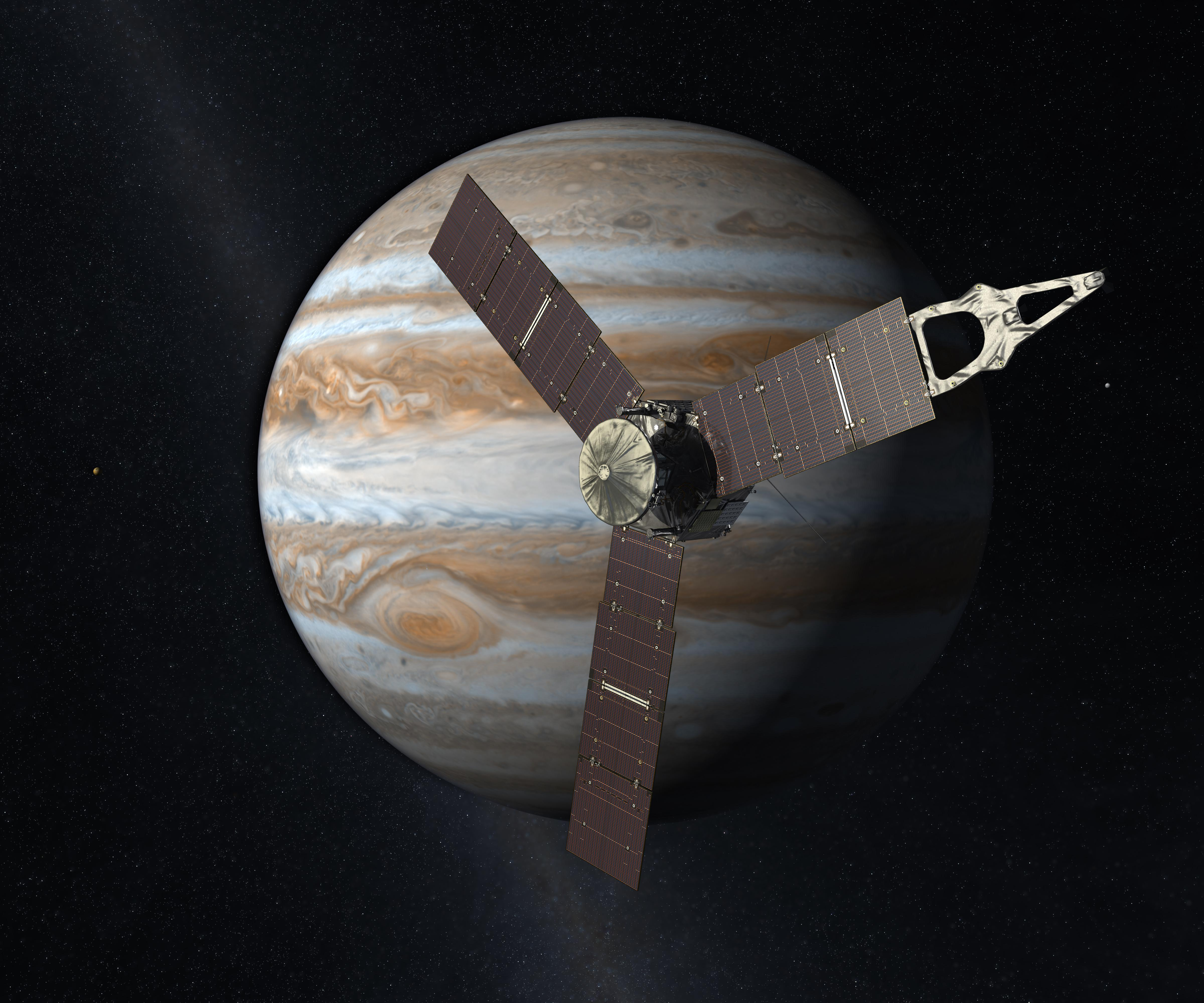
Juno på uppdrag runt planeten Jupiter.
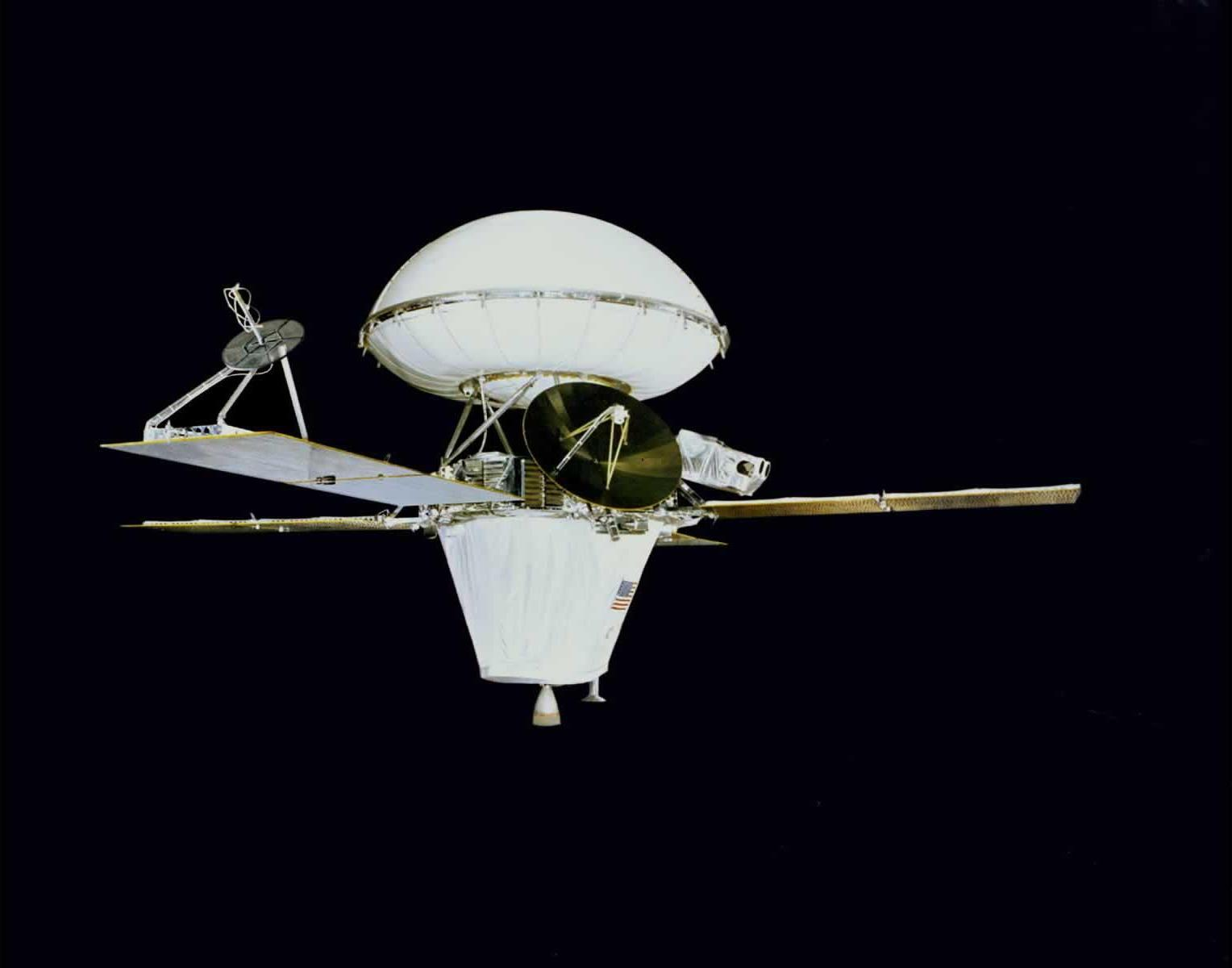
En av Vikingprogrammets satelliter.
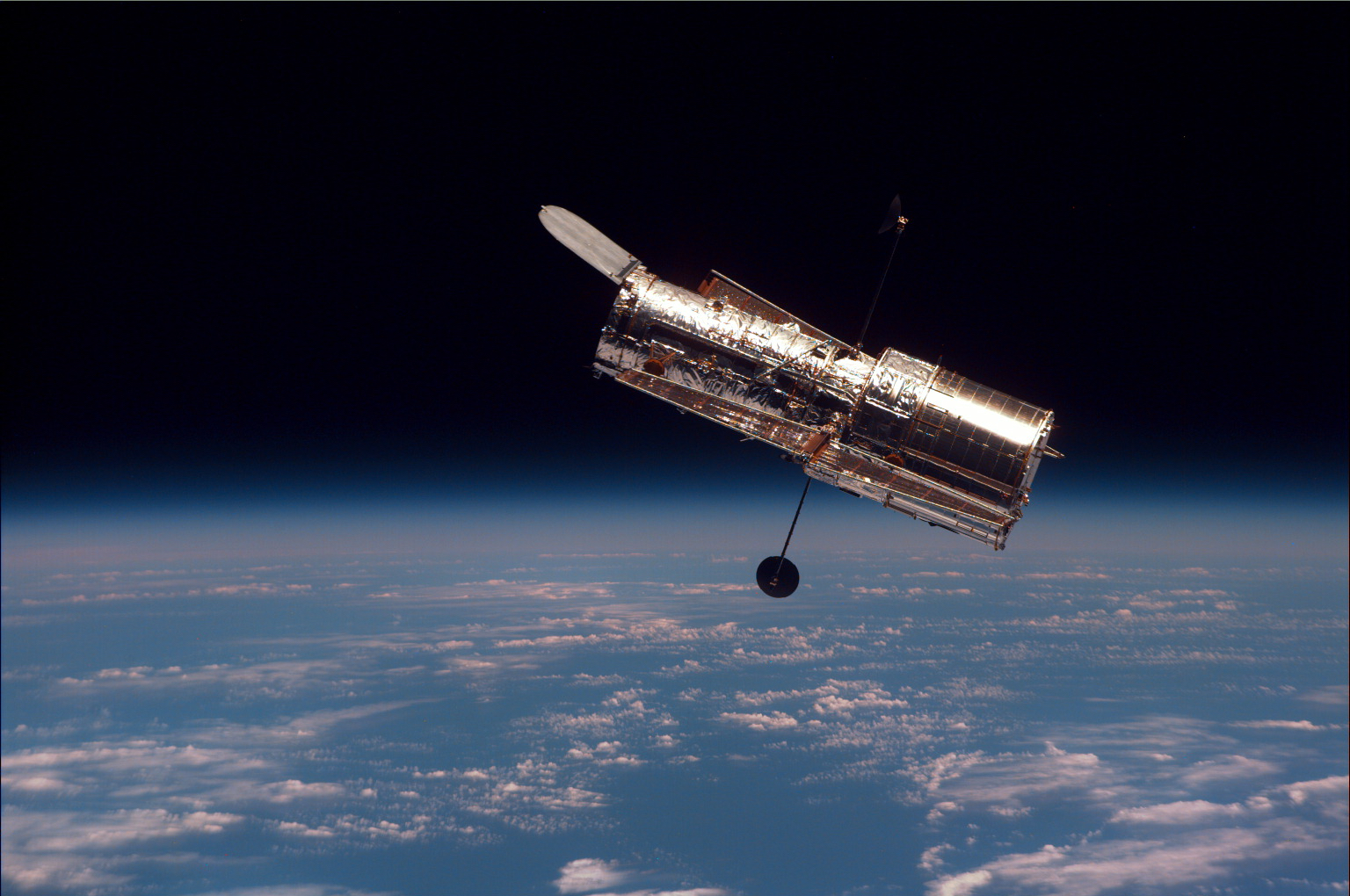
Hubbleteleskopet.
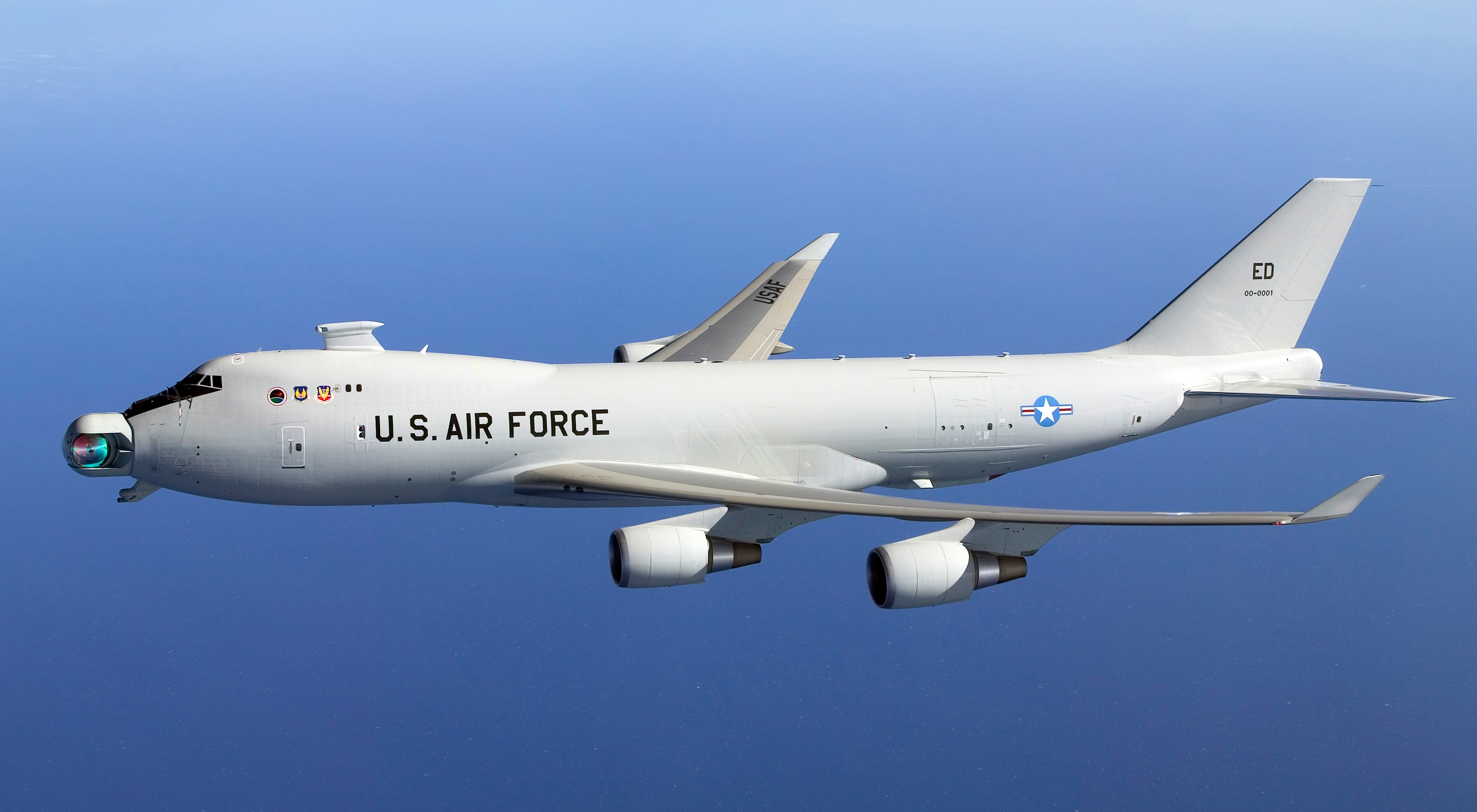
Boeing YAL-1.
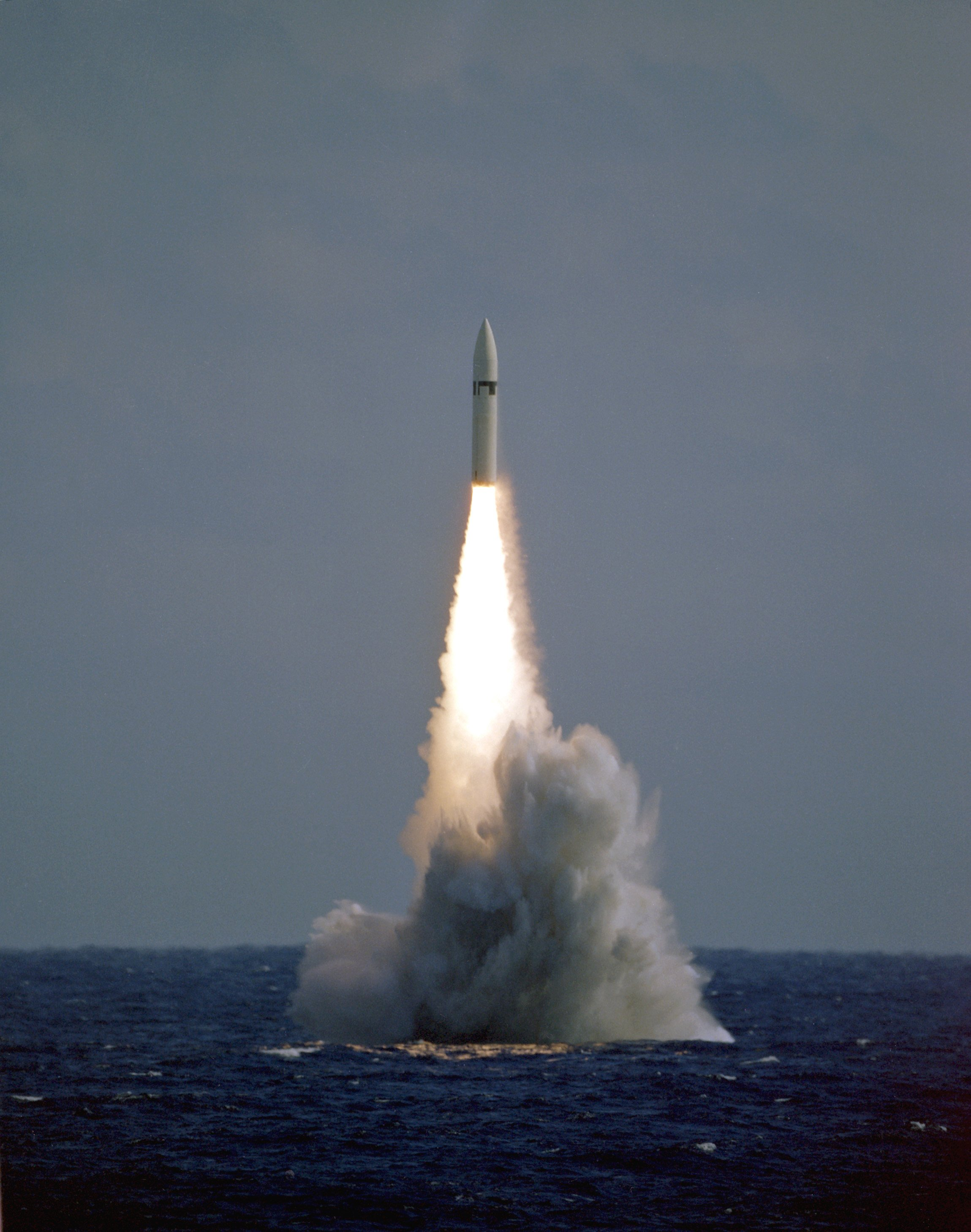
En UGM-27C Polaris A3 som avfyras från en ubåt.

## Närvaro
Space har verksamheter på följande platser:
| - Cape Canaveral, Florida - Huntsville, Alabama - Denver, Colorado | - Sunnyvale, Kalifornien - Valley Forge, Pennsylvania |